# 長田町駅
長田町駅（ながたまちえき）は、石川県金沢市長田町（現駅西本町1丁目）に存在した北陸鉄道金石線の駅である。1971年（昭和46年）に廃駅となった。

## 概要
金石線は中橋駅を出発すると人家を避けるために北へ「へ」の字形に迂回するが、当駅で金石街道と合流して金石駅まで並行していた。

## 歴史
- 1898年（明治31年）2月5日：金石馬車鉄道の駅として開業。
- 1914年（大正3年）8月5日：同年8月11日の電化を前にした金石電気鉄道への改称により同社の駅となる。
- 1920年（大正9年）10月22日：中橋駅 - 当駅間開業により途中駅となる。
- 1943年（昭和18年）10月13日：合併により北陸鉄道の駅となる。
- 1944年（昭和19年）5月10日：旅客扱い休止。
- 1949年（昭和24年）7月20日：旅客扱い復活。
- 1971年（昭和46年）9月1日：金石線全線廃止により廃駅。

## 駅構造
始発駅だった頃は車庫が置かれ、方向転換を行うためのデルタ線を備えていた。単式ホーム（旅客ホーム）1面1線と貨物側線3本を有し、石油卸売業者のタンク車の出入りが多かった。

## 廃止後
金石街道の拡幅用地に取り込まれ、駅構内を横切る形で道路が新設されており、長田中央の交差点から金石寄りの6車線の中央あたりに位置していた。

## 隣の駅
北陸鉄道
金石線
中橋駅 - 長田町駅 - 北町駅